# TSG Neustrelitz
Turn- und Sportgemeinschaft Neustrelitz e.V. é uma agremiação esportiva alemã, fundada em 1949, sediada na Mecklemburgo-Pomerânia Ocidental. A associação, além do futebol, mantem departamentos para ginástica e xadrez.

## História

Histórico escudo do TSG

Histórico escudo do BSG

As primeiras raízes da associação remontam à fundação do Neustrelitzer Fußball Club que logo se transformou em um clube desportivo, conhecido como Neustrelitzer Sportverein. A associação como um todo falhou após 1919, mas o departamento de futebol imediatamente restabeleceu-se como Ballspielverein Neustrelitz. 
Um time local conhecido como SV Viktoria Neustrelitz foi formado, em 1925, e foi acompanhado pelo BV no ano seguinte. O Viktoria, por sua vez, se uniu ao SG Corso Neustrelitz, em 1931, para formar o SG Corso Viktoria Neustrelitz, o qual desempenhou campanhas até o fim da Segunda Guerra Mundial, quando as autoridades de ocupação aliadas ordenaram que todas as organizações no país, as esportivas, fossem dissolvidas.
Um sucessor foi criado, em 1946, com o nome de SG Neustrelitz, e como era costume na Alemanha Oriental, sofreria diversas mudanças de denominação, tais quais, BSG Konsum Neustrelitz, 1949, Empor BSG Süd Neustrelitz, 1951, BSG Motor Neustrelitz, 1952, e BSG Maschinelles Rechnen Neustrelitz, em 1971. O clube ganhou seu nome atual, em 1975, após ser dissociado de seu patrocinador industrial.
O time fez várias ascensões para a segunda divisão, a DDR-Liga, mas nunca foi capaz de se estabelecer firmemente a esse módulo. Em 1963, parecia que o BSG havia ganhado o seu caminho através de uma classificação aos play-offs da DDR-Liga, mas acabou desclassificado por conta do uso de um jogador em condição irregular. Após ser promovido, em 1964, o Neutrelitz iria desempenhar o seu rumo à final da Copa da Alemanha Oriental, apesar de um último lugar na competição da liga regular. A equipe perdeu uma disputa acirrada por um placar de 2 a 1 diante do FC Carl Zeiss Jena.
Após a reunificação alemã, em 1990, o TSG atuou na Landesliga Mecklenburg-Vorpommern (VI), conseguindo o acesso à Mecklenburg-Vorpommern Verbandsliga Ost, em 1996. O time conseguiria novo acesso. Dessa vez à Oberliga Nordost-Nord (IV), permanecendo por três temporadas nessa divisão. Na última, ao ficar em décimo-sexto, caiu para a Verbandliga, na qual passou dois anos. O Neutrelitz reafirmou seu lugar na Oberliga, em 2002.

## Títulos
- Verbandsliga Mecklenburg-Vorpommern (V) Campeão: 1997, 2001;
- Landesliga Mecklenburg-Vorpommern (VI) Campeão: 1996;
- Bezirksliga Neubrandenburg (VII) Campeão: 1991;
- Fußball-Regionalliga Nordost: 2013/2014
- Mecklenburg-Vorpommer Pokal:2006/2007, 2007/2008, 2012/2013, 2021/2022.

## Cronologia recente
| Temporada | Divisão                                 | Posição |
| 1990-91   | Bezirksliga Neubrandenburg (III)        | 1ª      |
| 1991-92   | Landesliga Mecklemburg-Vorpommern (VI)  | 3ª      |
| 1992-93   | Landesliga Mecklemburg-Vorpommern       | 10ª     |
| 1993-94   | Landesliga Mecklemburg-Vorpommern       | 13ª     |
| 1994-95   | Landesliga Mecklemburg-Vorpommern       | 14ª     |
| 1995-96   | Landesliga Mecklemburg-Vorpommern       | 1ª ↑    |
| 1996-97   | Verbandsliga Mecklemburg-Vorpommern (V) | 1ª ↑    |
| 1997-98   | Oberliga Nord (IV)                      | 11ª     |
| 1998-1999 | Oberliga Nord                           | 14ª     |
| 1999-00   | Oberliga Nord                           | 16ª ↓   |
| 2000–01   | Verbandsliga Mecklemburg-Vorpommern (V) | 3ª      |
| 2001–02   | Verbandsliga Mecklemburg-Vorpommern     | 1ª ↑    |
| 2002–03   | Oberliga Nord (IV)                      | 13ª     |
| 2003-04   | Oberliga Nord                           | 10ª     |
| 2004–05   | Oberliga Nord                           | 13ª     |
| 2005–06   | Oberliga Nord                           | 14ª     |
| 2006–07   | Oberliga Nord                           | 13ª     |
| 2007-08   | Oberliga Nord                           | 10ª     |
| 2008-09   | Oberliga Nord (V)                       | 4ª      |
| 2009-10   | Oberliga Nord (V)                       | 6ª      |
| 2010–11   | Oberliga Nord (V)                       | 4ª      |
| 2011–12   | Oberliga Nord (V)                       | 4ª ↑    |